# Josef Foltynovský

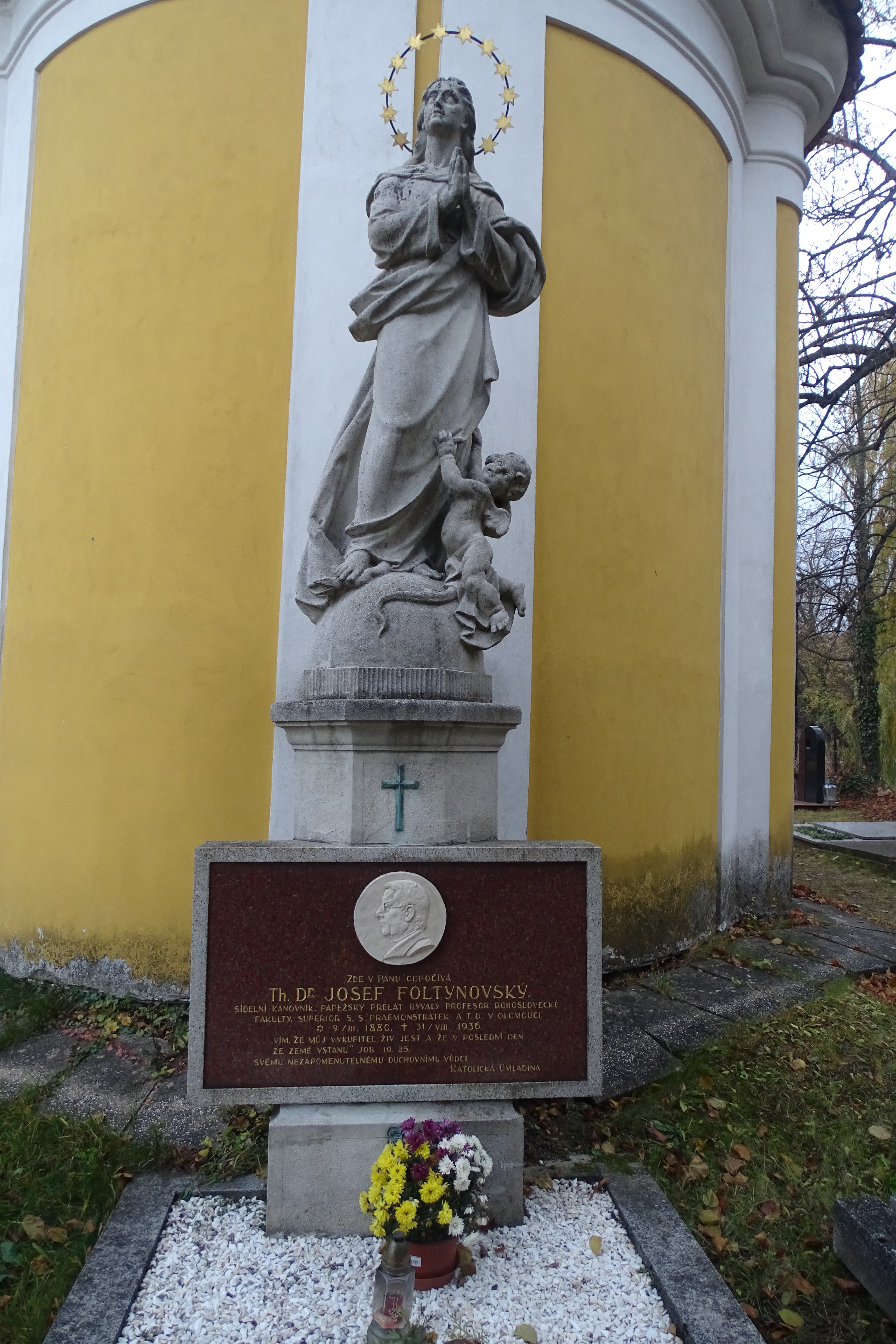
Hrob Josefa Foltynovského na Svatém Kopečku u Olomouce

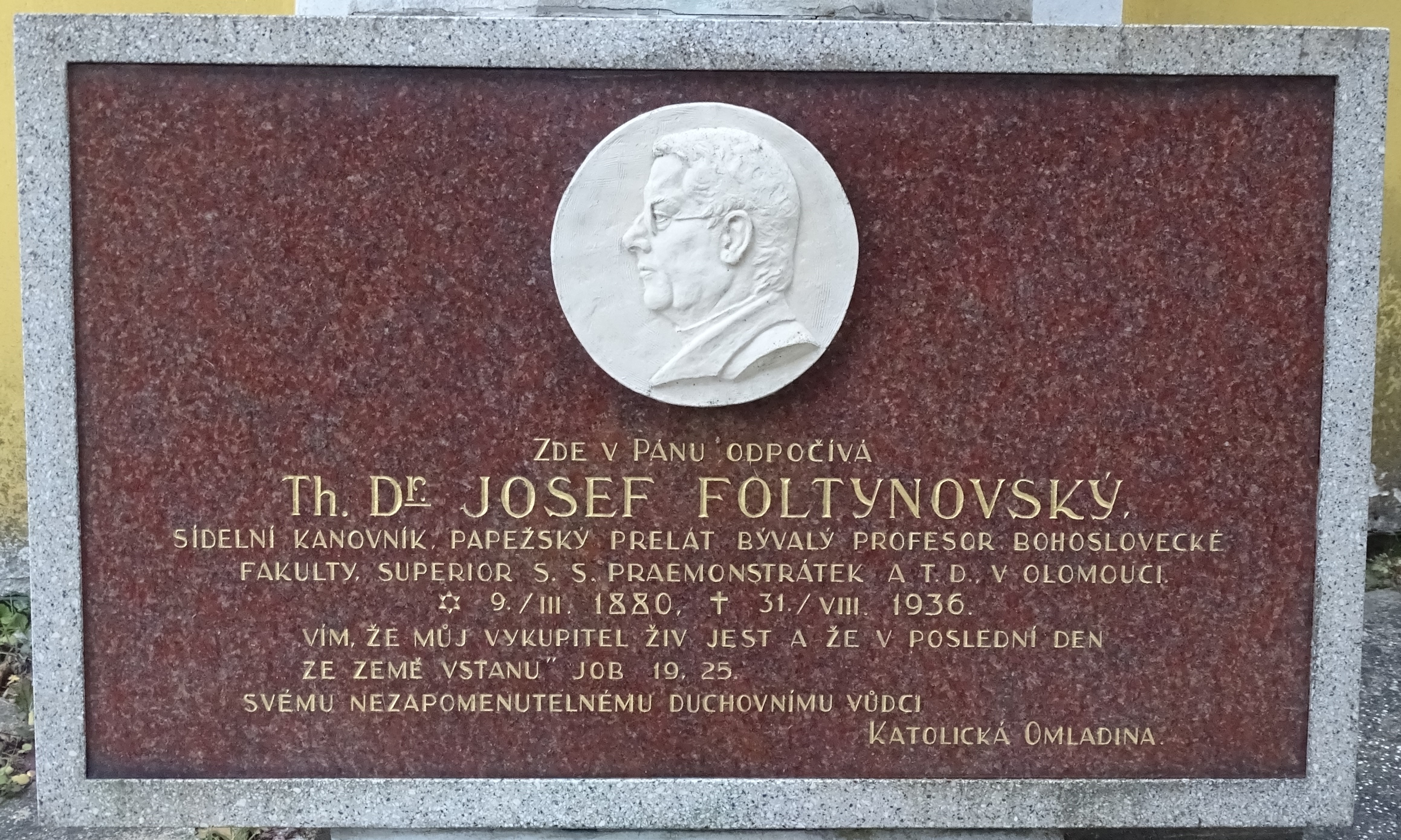
Pamětní deska na hrobě Josefa Foltynovského

Josef Foltynovský (9. března 1880, Frýdlant nad Ostravicí – 31. srpna 1936 Svatý Kopeček u Olomouce) byl velmi aktivní katolický kněz, profesor pastorální teologie na olomoucké bohoslovecké fakultě, ve školním roce 1932/1933 její děkan a od konce roku 1933 kanovník olomoucké kapituly.

## Dílo
- Hlavním Foltynovského dílem je vícekrát vydaná trojdílná Pastorálka: 1. Duchovní řečnictví (olomouc 1938), 2. Liturgika (Olomouc 1932), 3. Duchovní správa (Olomouc 1936).
- Tenora Jan – Foltynovský Josef, Bl. Jan Sarkander, Olomouc 1920. Dílo existuje v několika verzích, od vědecké monografie až po stručné výtahy pro lid.